# 郭士吉
郭士吉（1564年—？），字希泰（一字希參），號清宇，直隶真定府冀州南宫县人。明朝政治人物、進士出身。

## 生平
士吉生而警敏颖悟，读书过目成诵。既入学，有文名。万历十三年（1585年）乙酉科舉人，十四年丙戌科中礼部会试，未殿试，十七年（1589年）成己丑科二甲進士，選翰林院庶吉士，年甫二十三，声闻籍甚，一时人士咸籍公言以为重，序记志铭多出公手，今多散逸不传。居馆三载，十九年八月授礼科給事中，二十年二月巡视京营，历升工科右，二十一年三月升户科左给事，本年七月升浙江左参议，二十五年四月調補四川川东道參議，二十七年閏四月升山东副使，二十九年升任山西宣府口北道參政，谢病归里。士吉精明强干，所至有能声。

## 家族
曾祖郭整。祖父郭澋。父郭继祖，京都人，为邑广文生，占籍南宫，遂为邑人，曾任兖州府教授。前母杨氏、母张氏、继母韩氏。娶李氏，子三：长郭履忠、次郭履素、季郭履顺，为邑诸生，工古文辞，有父风。履顺戊寅被难，事实无可考徵，仅存其姓氏。